# Meruge
Meruge é uma povoação portuguesa sede da Freguesia de Meruge do Município de Oliveira do Hospital, freguesia com 7,25 km² de área e 490 habitantes (censo de 2021), tendo, por isso, uma densidade populacional de 67,6 hab./km².
A sua toponímia "Meruge" deriva da planta muito comum Morugem.
Todos os anos é palco do Feira do Porco e do Enchido, realizada na Lage Grande, nascida para enaltecer a importância do porco bísaro no desenvolvimento económico da freguesia.

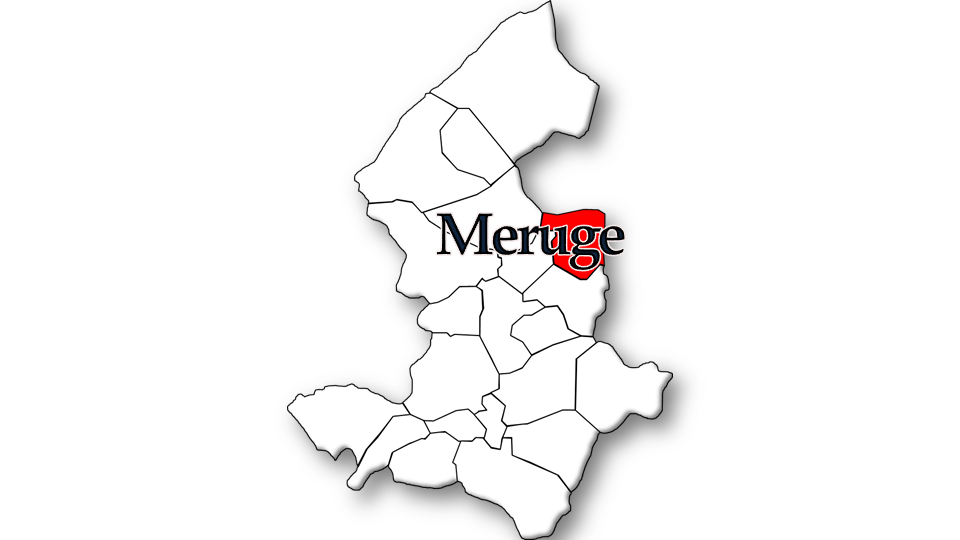
Localização da freguesia no Município de Oliveira do Hospital

## Demografia
A população registada nos censos foi:
| Distribuição da População por Grupos Etários | Distribuição da População por Grupos Etários | Distribuição da População por Grupos Etários | Distribuição da População por Grupos Etários | Distribuição da População por Grupos Etários |
| -------------------------------------------- | -------------------------------------------- | -------------------------------------------- | -------------------------------------------- | -------------------------------------------- |
| Ano                                          | 0-14 Anos                                    | 15-24 Anos                                   | 25-64 Anos                                   | > 65 Anos                                    |
| 2001                                         | 76                                           | 93                                           | 334                                          | 165                                          |
| 2011                                         | 68                                           | 44                                           | 288                                          | 155                                          |
| 2021                                         | 52                                           | 41                                           | 238                                          | 159                                          |

## Património
- Igreja de S. Miguel (matriz), com armas da família Melo na fachada[6]
- Capela de Nossa Senhora do Rosário
- Capela de Nossa Senhora da Conceição (Lage Grande)
- Capela de São Bartolomeu
- Capela de Santa Catarina
- Casa de Meruge
- Casa da família Couceiro da Costa
- Casa do Boco
- Cruzeiros (um no Adro da Igreja Paroquial, de 1883 e outro no cruzamento junto ao Chão do Carvalho)
- Cruzeiro da Mata do Passal
- Alminhas (duas na freguesia), destacam-se aquelas que se localizam nas escadas das Almas[7]

## Lugares
Além da sede, a freguesia integra os seguintes lugares:
- Lage Grande;
- Nogueirinha.

## Gastronomia
Meruge oferece várias receitas tradicionais famosas: Arroz de Suã, Porco no Espeto com Arroz de Feijão, os Torresmos à moda de Meruge, feitos à fogueira com caçoila de barro, a Feijoada à moda de Nogueirinha, a Bôla de Carne, de Bacalhau ou de Sardinha. É famosa ainda pela Broa de Milho.

## Cultura
- Museu etnográfico de Meruge (Casa do Ti Aníbal)
- Forno comunitário

## Resultados eleitorais

### Eleições autárquicas (Junta de Freguesia)
| Partido | %    | M    | %    | M    | %    | M    | %    | M    | %    | M    | %    | M    | %    | M    | %    | M    | %    | M    | %    | M    | %    | M    |
| Partido | 1976 | 1976 | 1979 | 1979 | 1982 | 1982 | 1985 | 1985 | 1989 | 1989 | 1993 | 1993 | 1997 | 1997 | 2001 | 2001 | 2005 | 2005 | 2009 | 2009 | 2013 | 2013 |
| ------- | ---- | ---- | ---- | ---- | ---- | ---- | ---- | ---- | ---- | ---- | ---- | ---- | ---- | ---- | ---- | ---- | ---- | ---- | ---- | ---- | ---- | ---- |
| PPD/PSD | 44,3 | 3    |      |      |      |      | 54,8 | 4    | 42,9 | 3    | 31,0 | 3    | 17,6 | 1    |      |      |      |      |      |      | 10,0 | -    |
| PS      | 35,1 | 3    | 39,4 | 4    | 42,1 | 4    | 37,5 | 3    | 39,6 | 3    | 38,1 | 3    | 19,4 | 1    | 12,7 | 1    | 19,2 | 1    | 14,8 | 1    | 33,2 | 3    |
| CDS-PP  | 16,1 | 1    |      |      |      |      |      |      | 13,1 | 1    | 5,2  | -    | 10,0 | 1    | 16,7 | 1    |      |      |      |      |      |      |
| AD      |      |      | 55,7 | 5    | 52,9 | 5    |      |      |      |      |      |      |      |      |      |      |      |      |      |      |      |      |
| APU/CDU |      |      | 2,3  | -    | 3,5  | -    | 3,7  | -    | 2,7  | -    | 5,2  | -    |      |      | 63,8 | 5    | 70,0 | 6    | 57,9 | 5    | 52,3 | 4    |
| IND     |      |      |      |      |      |      |      |      |      |      | 17,1 | 1    | 48,0 | 4    |      |      |      |      | 22,9 | 1    |      |      |